# Oskar Fredriksson
Oskar Fredriksson, född 10 februari 1993, är en svensk professionell ishockeyspelare (forward) som just nu spelar för Kiruna AIF.